# Случай в интернате
«Слу́чай в интерна́те» (англ. The Adventure of the Priory School) — один из 56 рассказов английского писателя Артура Конана Дойля о сыщике Шерлоке Холмсе, включённый писателем в сборник 13 рассказов «Возвращение Шерлока Холмса». Когда к Конан Дойлу однажды обратились с просьбой перечислить лучшие рассказы о Холмсе, автор отобрал 12 произведений, в том числе и «Случай в интернате», поставив его на десятое место.

## Сюжет
К Холмсу обращается владелец частной элитной школы-интерната с просьбой помочь найти сына герцога Холдернесса, который пропал необъяснимым образом. Вместе с ним исчез и учитель немецкого языка Хайдеггер. Холмс вместе с Ватсоном немедля выезжают на место происшествия.
Судя по отпечаткам велосипедных шин марок «Палмер» и «Данлоп», пропавший сын герцога и учитель немецкого языка уехали на разных велосипедах. Вскоре рядом со следами от велосипедных шин Холмс обнаруживает на поле отпечатки коровьих следов, расположение которых совсем не характерно для движения коровы, а скорее подходит лошади. Наконец, двигаясь по отпечаткам велосипедных шин марки «Палмер», Холмс и Ватсон находят тело учителя немецкого языка, убитого страшным ударом по голове. Пообщавшись с грубоватым владельцем гостиницы «Боевой петух», неким Рюбеном Хейзом, Холмс с Ватсоном уходят из гостиницы. Внезапно они видят, как в гостиницу вначале приезжает секретарь лорда Джеймс Уайлдер, а затем двуколка с неким неопознанным человеком. Осмотрев шины велосипеда Уайлдера (они оказались марки «Данлоп») и заглянув в окно гостиной на втором этаже, Холмс предлагает Ватсону удалиться.
На следующий день Холмс в сопровождении Ватсона приходит к герцогу Холдернессу и требует вручить ему обещанную огромную сумму вознаграждения за раскрытие этого происшествия — шесть тысяч фунтов стерлингов. После этого Холмс заявляет, что пропавший сын герцога находится взаперти в гостинице «Боевой петух», а к его похищению причастен сам Холдернесс. После обещания Холмса не предавать огласке все детали своего расследования герцог Холдернесс во всём признаётся.
Оказывается, его личный секретарь Джеймс Уайлдер, который на самом деле был его старшим, но внебрачным сыном, с помощью Рюбена Хейза организовал похищение младшего, законного сына герцога. Учитель Хайдеггер, ставший свидетелем похищения и погнавшийся за похитителями на своём велосипеде, был убит Хейзом. А для того, чтобы запутать следы, Уайлдер использовал фамильные реликвии — подковы лошади, на которой Хейз увёз мальчика, которые были в форме раздвоенных коровьих копыт.

## Интересные факты
Только в двух рассказах Конан Дойла в тексте произведения присутствуют оригинальные изображения: «Случай в интернате» — план-схема места происшествия, выполненная Холмсом; «Пляшущие человечки» — шифрованные записки.